# In medias res

In medias res este o expresie în latină care apare în „Arta poetică” de Horațiu, în versul 148, și care poate fi tradusă ca „în mijlocul lucrurilor”, adică „direct în subiect”, „în plină acțiune”:
Nec reditum Diomedis ab interitu Meleagri,

nec gemino bellum Troianum orditur ab ovo;

semper ad eventum festinat et in medias res

non secus ac notas auditorem rapit... (Ars poëtica 146-149)
Poetul latin, vorbind de Homer, spune că acesta, în „Iliada”, își aruncă cititorul „in medias res”, adică în mijlocul subiectului. Se poate spune, de pildă, că am sosit la o discuție sau o acțiune „in medias res”.

## Legături externe
- en „In medias res” la britannica.com, accesat pe 9 mai 2015